# Pigmenti del cadmio
I pigmenti del cadmio sono pigmenti inorganici derivati dall'elemento chimico cadmio.
Il giallo cadmio è solfuro di cadmio (CdS); il rosso cadmio è solfoseleniuro di cadmio (CdS (Se)); l'arancione cadmio è anch'esso un solfoseleniuro di cadmio.

## Utilizzi
Brillantemente colorati, con buona persistenza nel tempo ed ottima capacità di tinteggiatura, il giallo cadmio, l'arancione cadmio e il rosso cadmio sono colori impiegati abitualmente dagli artisti (anche dilettanti), e industrialmente per la fabbricazione di materie plastiche non connesse con usi alimentari e di cucina. Sono invece ritenuti di scarsa utilità come vernici per l'architettura di esterni.
Il giallo cadmio ha progressivamente sostituito il giallo cromo, per la sua maggiore brillantezza, durevolezza nel tempo e minore tossicità.
Il loro più ampio impiego è la colorazione della plastica e specialmente come coloranti che devono resistere a processi termo-plastici e chimici, o a temperature che arrivino ai 300 °C. La permanenza e la brillantezza del colore del cadmio richiede che venga protetto dalla tendenza a formare lentamente sali carbonatici quando viene esposto alle intemperie. Molti mezzi pittorici riescono a proteggere il cadmio da questa degradazione, ma comunque i colori al cadmio sbiadiranno nella pittura d'affresco o nei "murales".
Molti pigmenti al cadmio possono anche impiegarsi per tingere il vetro e la ceramica; non per soluzione nella loro massa ma per dispersione colloidale all'interno del vetro. Le lenti della luce rossa del semaforo utilizzano questa tecnica.
Attorno al 20% della produzione mondiale di cadmio, circa 2.000 tonnellate annue, sono usate per produrre pigmenti colorati. I principali sono la famiglia di composti dei solfuri di cadmio giallo/arancione/rosso e dei solfoseleniati. Il restante 65%-75% del cadmio prodotto nel mondo viene usato nella produzione di batterie Ni-Cd.

### Impiego del cadmio nei colori per artisti
Il solfito di cadmio ed una miscela di solfuro di cadmio con selenuro di cadmio vengono comunemente usati come pigmenti nei dipinti artistici. Hanno un'eccellente reputazione di persistenza del colore, anche se questo è parzialmente basato su due ragioni che non sono necessariamente in relazione diretta con le loro proprietà chimiche:
1. Quando vennero introdotti, era arduo o impossibile trovare alcun pigmento stabile nello spettro dal giallo al rosso, specialmente l'arancione ed il rosso brillante davano molti problemi, che vennero risolti quando per esempio i pigmenti al cadmio sostituirono il solfuro di mercurio (il vermiglione antico originale), la brillantezza dei colori era molto migliore.
2. Le aziende produttrici di colori contenenti cadmio vendono al prezzo massimo. Anche se questi pigmenti sono sicuramente più costosi, il prezzo così elevato non è del tutto giustificabile con motivazioni vere del prezzo, ma piuttosto in ragioni di marketing (favorire la vendita di prodotti di qualità scadente e riuscire a vendere di più i prodotti immediatamente al top) che nel vero prezzo della materia grezza.

Ai giorni nostri i coloranti al cadmio sono stati parzialmente rimpiazzati da pigmenti azoici. Questi sono simili nel tempo di asciugatura ai coloranti al cadmio, ad eccezione del giallo azoico che è molto più rapido, ma sono atossici e più economici.
In alcuni paesi come l'Australia, alcuni consumatori attivisti come Michael Vernon sono riusciti a vietare con successo l'uso dei pigmenti al cadmio nelle plastiche destinate all'industria dei giocattoli, a causa della tossicità del cadmio.